# 盤球
盤球是體育術語，是指球在單一球員下推進而防止對方球員攔截。在足球使用雙腳、籃球使用手、曲棍球使用棍、水球使用泳式。成功的盤球可以擺脫對方守衛而創造得分機會。在足球層面上，盤球也稱為扭波。

## 足球
- 左：利昂内尔·梅西在阿根廷對玻利維亞的比賽中突破兩名球員
- 中：丹尼爾·斯圖里奇在利物浦的比賽中帶球突破B區
- 右：埃當·阿扎爾（穿10號）在馬里博爾的比賽中突破對方球員。

在足球中，帶球突破是最難掌握且最有用的進攻技巧之一。在典型的比賽中，球員個人控球使球朝著對方球門移動，例如運用帶球（技術動作的使用）。為了突破對手，帶球可能涉及各種各樣的操控技巧和欺騙動作；罗纳尔迪尼奥經常使用複雜的技巧和欺騙動作，例如“彈簧球”（elastico），以擊敗防守球員。
帶球突破在場地的第三部分或邊緣位置尤其寶貴，這是大多數進攻發生的地方。帶球突破在對手緊密盯防的狀況下為自己創造了空間，帶球成功後，帶球者可以射門或創造得分機會。然而，如果帶球技術不好或使用不當，帶球可能導致球權丟失，無論是球被截斷還是被擦球的防守者攔截。有些球員喜歡通過速度和身體力量來突破對手，例如邊鋒加雷斯·貝爾， 一些球員直接面對對手，試圖直接過人，例如路易斯·蘇亞雷斯， 而其他球員則可能利用欺騙、控球、靈活性和加速度來迴避防守，例如利昂內爾·梅西。

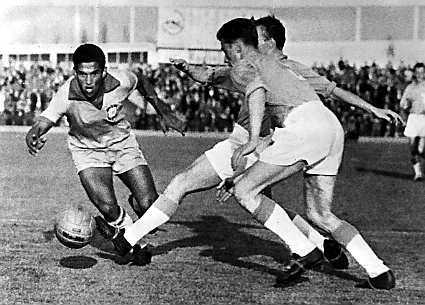
加林查（左）是巴西的邊鋒和1962年世界盃明星，被認為是有史以來最偉大的帶球者之一。

一個技巧高超的帶球者往往很難被搶斷；失敗的搶球（未觸及球）可能導致一個有用的直接任意球機會，並以紅黃牌形式對犯規者進行譴責。在2018年國際足協世界盃上，比利時的中場核心埃當·阿扎爾因難以被搶斷而創下了自1966年以來任何世界盃比賽中成功帶球突破的紀錄，他在對陣巴西的比賽中以十次帶球突破的成功率達到100%。
關於帶球突破的早期記載來自於對英格蘭中世紀足球比賽的描述。例如，傑弗里·喬叟在14世紀的英格蘭提到了這種球技。在他的作品《坎特伯雷故事集》（1380年後撰寫）中，他使用了以下這句話：“像球一樣在腳下滾動”。 同樣，在15世紀末，有一份關於在英格蘭諾丁漢郡卡斯頓舉行的足球比賽的拉丁語描述。這篇描述收錄在亨利六世奇蹟的手稿集中。雖然確切的日期不確定，但它肯定來自1481年至1500年之間。這是對一個純粹的“踢球比賽”的首次描述，也是帶球突破的首次描述：“[某些人稱之為]踢足球比賽的遊戲。這是一個在鄉間運動中，年輕人們用腳巧妙地將一個巨大的球滾過地面，而不是把它拋到空中，而且不是用手而是用腳...互相對踢”。已知在19世紀的英格蘭公立學校的許多足球比賽中，帶球技巧是其中的重要組成部分，而最早提到傳球的記錄則出現在1863年英格蘭足球協會的規則中。